# Przehartowalność
Przehartowalność - to podatność stali do utwardzania się w głąb przekroju pod wpływem hartowania.